# اصالت اخلاق
اصالت اخلاق‏ (انگلیسی: Moralism)، نظریه ای است که بنا بر آن، اخلاق دارای ارزش مطلق است.

## اخلاق‏
اخلاق (Moral ,Ethics) در لغت جمع خلق است، و خلق به معنی عادت و عبارت است از ملکه ای که طبق آن، افعال انسانی بدون احتیاج به فکر و محاسبه و با سهولت صادر شود.

## علم اخلاق
مقصود از علم اخلاق، شناخت فضایل و چگونگی اکتساب آنها است تا انسان خود را به آنها آراسته نماید و نیز مقصود شناخت رذایل است تا انسان خود را از آنها دور دارد.
برای اینکه انسان بداند که برای دست یافتن به سعادت چه باید کرد، فیلسوفان در مورد وجدان، ضمیر، محبت، طبیعت، خیر، عدالت و واجب، بحث‌ها کرده‌اند و تمام مفاهیم اخلاقی را که به نظر آنها رسیده، بر اساس مبادی عمومی فلسفی بنا کرده‌اند.
در سنّت فلسفه اسلامی پرداختن به اخلاق فلسفی چندان متداول نبوده است.

## ارزش مطلق
در نظر فیخته (یوهان گوتلیب فیشته)، مبدأ فلسفه عالی، قانون عمل است نه قانون وجود. اگر چنین باشد، نتایج زیر را می‌توان به دست آورد:
1. مبادی اخلاقی دارای ارزش مطلقی است و این اصلی است که تمام ارزش‌های انسانی به آن بازمی‌گردد.
2. علم اخلاق مستقل از ما بعد الطبیعه است در حالی که ما بعد الطبیعه تابع اخلاق است.
3. آنچه در مورد خود انسان و هم نوعان او بر او واجب است، مقدم است بر آنچه در مورد خالق او بر او واجب است. (تکالیف انسانی مقدم بر تکالیف الهی است‏)
4. بحث در مورد خیر ذهنی و درونی، نسبت به بحث در مورد خیر عینی و خارجی مقدم است.

## تعصب در اخلاق
مبالغه در اصالت اخلاق منجر به شدت و تعصب در اخلاق می‌گردد.